# Sablé aragonais
Polyommatus fabressei
Espèce
Statut de conservation UICN

 LC  : Préoccupation mineure
Le Sablé aragonais ou Sablé d'Oberthür (Polyommatus fabressei) est une espèce d'insectes lépidoptères (papillons) de la famille des Lycaenidae, de la sous-famille des Polyommatinae et du genre Polyommatus.

## Dénominations

### Synonymes
- Lycaena ripperti fabressei Oberthür, 1910
- Agrodiaetus fabressei.

### Noms vernaculaires
Le Sablé aragonais ou Sablé d'Oberthür se nomme en anglais Oberthur's Anomalous Blue.

## Description
C'est un petit papillon au dessus marron clair.
Le revers est ocre clair orné d'une ligne de points noirs cerclés de blanc, possède une ligne blanche peu marquée aux postérieures et des macules marginales vestigiales ou absentes.

## Biologie

### Période de vol et hivernation
Il hiverne au stade de jeune chenille qui sont soignées par des fourmis.
Il vole en une seule générations de juin à août.

### Plantes hôtes
Ses plantes hôtes sont des Onobrychis (Onobrychis viciifolia).

## Écologie et distribution
Il est présent en Espagne dans les provinces de Teruel, de Cuenca et de Burgos,.

### Biotope
Son habitat est constitué de vallons rocheux à pentes herbues sèches.

### Protection
Pas de statut de protection particulier.